# フジテレビビジュアルクイーン
フジテレビビジュアルクイーン（FujiTelevision Presents Visual Queen of The Year）は、フジテレビが企画したアイドルユニットのプロジェクトの名称。

## 概要
1992年から2002年まで、年1回ごとにメンバーが選ばれた。将来性があると思われるグラビアアイドルを毎年数名程度選び出し、フジテレビのマスコットキャラクターとして各種イベントやテレビ番組への出演活動の他、フジサンケイグループ傘下のポニーキャニオンなどからイメージビデオ・DVD、トレーディングカード、写真集などといった関連グッズを製作・販売する企画を通して、収益事業に育てていこうというものであった。
選出されたアイドルは必ずソロのイメージビデオまたはDVDを製作し発売していた。
内田有紀、稲森いずみ、華原朋美などが、その後ブレイクを果たしたことで若手登竜門という位置付けになった。特に2001年の宮地真緒は後にNHK連続テレビ小説『まんてん』（2002年）のヒロインに選ばれ、“ビジュアルクイーンから朝ドラヒロイン誕生”と話題になった。
その後、1998年から2015年まで日本テレビが「日テレジェニック」、2001年から2004年までテレビ朝日が「テレ朝エンジェルアイ」と、同様のプロジェクトを展開した。
2003年以降、当企画は行われていないが、11年間で総勢46名のタレントを輩出した。

## 意義
Visual Queen of The Yearの意義について、各映像作品に、次のように示されている。
「フジテレビが中心になって構成される「VISUAL QUEEN選考プロジェクト」によって選ばれたその年、最も注目される女性タレントに賞を与えるとともに、トップディレクターの演出にるイメージ映像で彼女たちの魅力を紹介するものです。」

## 歴代メンバー
※選出時の芸名を記す。
- 1992年 高橋里華、稲尾律子、寺田光希
- 1993年 内田有紀、田中広子、遠藤美佐子、遠野舞子、青木美津子
- 1994年 稲森いずみ、吉野公佳、雛形あきこ、木内あきら
- 1995年 華原朋美、榎本加奈子、遊井亮子、秋本祐希
- 1996年 山田まりや、青木裕子、稲田千花、黒田美礼
- 1997年 藤崎奈々子、吹石一恵、嘉門洋子、柳明日香
- 1998年 安西ひろこ、鮎川なおみ、柴田あさみ、中沢純子
- 1999年 吉井怜、内藤陽子、濱松咲、高以亜希子
- 2000年 周防玲子、一戸奈未、川村亜紀、桜井裕美、三津谷葉子、金子さやか
- 2001年 浅見れいな、小向美奈子、宮地真緒、椎名法子
- 2002年 市川由衣、香里奈、沢尻エリカ、鎗田彩野